# Јован Рогерије
Јован Рогерије Даласен (на средњогръцки: Ιωαννης Ρογεριος Δαλασσηνος) је византијски аристократа итало-норманског порекла – цезар, зет цара Јована II Комнина. Организовао 1143 г. заверу, да дође на власт, завера је откривена а он протеран из Цариграда.

## Биографија
Јован Рогерије Даласен је био син норманског плаћеника Роџера, сина Дагоберта, који је током византијско - норманских ратова ступио у службу цара Алексија I Комнина. Јованов отац је вероватно стигао у Цариград као део пратње свог брата Раула Вучје коже, за кога се у "Алексијади" каже да га је Роберт Гвискар, војвода од Апулије, послао за амбасадора у Цариград 1080. године, у знак протеста против поништења веридбе између Константина Дуке Порфирогенита и кнежеве кћери Олимпије (у изворима назване Елена). По свему судећи, двојица браће се нису вратила у Италију, већ су остала у царској престоници, где је Јованов стриц Рогерије основао аристократску византијску породицу Раула, која је играла важну улогу у политичком животу царства у 13. и 14. веку.
Мајка Јована Рогерија Даласена била је непозната Византијка из угледне аристократске породице Даласен, која је вероватно била у сродству са мајком цара Алексија I – Аном Даласен. Престиж римске породице његове мајке и сродство са царем Алексијем I Комнином условили су да Јован Рогерије користи првенствено мајчино презиме, о чему сведочи пронађени његов печат.
Јованове родбинске везе са Комненима одредиле су његов избор за мужа најстарије од кћери цара Јована II Комнина – Марије Порфирогените, којом се оженио око 1125 – 1130. Овом приликом Јован је од цара одликован и престижном дворском титулом цезара.
О животу Јована Рогерија до 1143. године не зна се готово ништа. Његово име је почело је да се помиње у време смрти цара Јована II Комнина, након чије смрти је Јован Рогерије покушао да силом преузме власт од Манојла I Комнина. У својој авантури, царев зет је уживао подршку дела дворске елите и Нормана у престоници, међу којима се посебно истакао прогнани принц Капуе - Роберт II. Одана свом брату, Јованова жена је издала заверу, након чега је Јован ухапшен и прогнан из Цариграда.
У време смрти своје жене Марије, негде око 1146–1147, Јован Рогерије је помилован од цара и враћен на свој ранији положај. Тако се у фебруару 1147. његово име помиње међу учесницима синода у палати Влахерна. Године 1152. Јован је већ био гувернер Струмице, а претходне године га је цар послао у Антиохију да тражи руку антиохијске принцезе Констанце, удовице Ремона од Поатјеа. Упркос својој престижној титули и норманском пореклу, Јован није успео да угоди принцези, која га је сматрала престарим и изабрала Рејналда од Шатијона за свог мужа.
Јован Рогерије се вратио у Цариград, ступио у манастир и завршио свој живот као монах.
Јован Рогерије Даласен и Марија Комнин имали су четворо деце:
- Андроник Комнин;
- Алексије Комнин;
- Ана Комнин удала се за генерала Алексија Петралифа;
- Теодора Комнин, удала се  за Јована Контостефана, брата мега дукса Андроника Контостефана.